# Sophienthal (Weidenberg)
Sophienthal (früher auch Oberer Hammer genannt.) ist ein Gemeindeteil des Markts Weidenberg im Landkreis Bayreuth (Oberfranken, Bayern). Die Gemarkung Fischbach hat eine Fläche von 2,514 km². Sie ist in 279 Flurstücke aufgeteilt, die eine durchschnittliche Fläche von 9010,60 m² haben.

## Geographie
Das Dorf liegt im tief eingeschnittenen Tal der Warmen Steinach und ist von Erhebungen des Fichtelgebirges umgeben, im Nordosten ist es der Schlosshügel (699 m ü. NHN) mit dem Burgstall Schlosshügel und im Süden der Iskaraberg (637 m ü. NHN). Die Staatsstraße 2181 führt der Warmen Steinach entlang nach Weidenberg (2,3 km westlich) bzw. nach Warmensteinach (5,5 km nördlich).

## Geschichte
Der Ort wurde 1678 erstmals urkundlich erwähnt. Benannt wurde der Ort nach der Ehefrau Sophie Luise des Bayreuther Markgrafen Christian Ernst.
Gegen Ende des 18. Jahrhunderts gab es in Sophienthal 13 Anwesen (die Schnackenmühle mit zwei Mahlgängen, 1 Knopf- und Patterlhütte, 1 Blechhütte mit Drahtmühle, 1 Tropfhaus mit Zapfenschenk- und Branntweingerechtigkeit, 1 Gut, 8 Häuser). Die Hochgerichtsbarkeit stand dem bayreuthischen Stadtvogteiamt Bayreuth zu. Die Dorf- und Gemeindeherrschaft sowie die Grundherrschaft über sämtliche Anwesen hatte das Amt Weidenberg.
Von 1797 bis 1810 unterstand der Ort dem Justiz- und Kammeramt Neustadt am Kulm. Nachdem im Jahr 1810 das Königreich Bayern das Fürstentum Bayreuth käuflich erworben hatte, wurde Sophienthal bayerisch. Infolge des Gemeindeedikts wurde Sophienthal 1812 dem Steuerdistrikt Mengersreuth zugewiesen. Zugleich entstand die Ruralgemeinde Sophienthal. Sie war in Verwaltung und Gerichtsbarkeit dem Landgericht Weidenberg zugeordnet und in der Finanzverwaltung dem Rentamt Bayreuth (1919 in Finanzamt Bayreuth umbenannt). Mit dem Gemeindeedikt von 1818 wurde Neuhaus mit Sonnengrün eingegliedert. Ab 1862 gehörte Sophienthal zum Bezirksamt Bayreuth (1939 in Landkreis Bayreuth umbenannt). Die Gerichtsbarkeit blieb beim Landgericht Weidenberg (1879 in Amtsgericht Weidenberg umgewandelt), seit 1931 ist das Amtsgericht Bayreuth zuständig. Die Gemeinde hatte 1964 eine Gebietsfläche von 2,520 km². Im Zuge der Gebietsreform in Bayern wurde Sophienthal am 1. Januar 1975 nach Weidenberg eingemeindet.

### Ehemaliges Baudenkmal
- Haus Nr. 7: Forsthaus. Ehemals Jagdschlösschen, erbaut um 1735 mit vermutlich späteren Neuerungen (Baunähte an der Südseite). Rechteckiger unverputzter Quaderbau in Hanglage, eingeschossig, westlich über hohem Kellergeschoss mit Gurtgesims. Nach Norden und Westen je sechs Fenster; letztere mit profilierter Brüstung und geohrter Rahmung. Verzahnte Eckquaderung. Walmdach, östlich mit Schleppgauben. Östlicher Eingang mit abgerundeten Ecken und Schlussstein. Westlich Eingang zu den tonnengewölbten Kellerräumen im Sockelgeschoss. Innen über die ganze Westseite Saal, jetzt unterteilt. In zwei Räumen Rahmenstuck des 18. Jahrhunderts.[12]

### Einwohnerentwicklung
Gemeinde Sophienthal
| Jahr      | 1818  | 1840   | 1852   | 1855   | 1861   | 1867   | 1871   | 1875   | 1880   | 1885   | 1890   | 1895   | 1900   | 1905   | 1910   | 1919   | 1925   | 1933   | 1939   | 1946   | 1950   | 1952   | 1961  | 1970   |
| Einwohner | 209   | 244    | 275    | 280    | 253    | 263    | 258    | 269    | 265    | 257    | 244    | 292    | 225    | 224    | 222    | 213    | 221    | 224    | 238    | 254    | 273    | 244    | 240   | 237    |
| Häuser    | 27    |        |        |        |        |        | 29     |        |        | 28     | 28     |        | 28     |        |        |        | 32     |        |        |        | 37     |        | 43    |        |
| Quelle    | [ 8 ] | [ 14 ] | [ 14 ] | [ 14 ] | [ 15 ] | [ 16 ] | [ 17 ] | [ 18 ] | [ 19 ] | [ 20 ] | [ 21 ] | [ 14 ] | [ 22 ] | [ 14 ] | [ 23 ] | [ 14 ] | [ 24 ] | [ 14 ] | [ 14 ] | [ 14 ] | [ 25 ] | [ 14 ] | [ 9 ] | [ 26 ] |

Ort Sophienthal
| Jahr      | 001818 | 001861 | 001871 | 001885 | 001900 | 001925 | 001950 | 001961 | 001970 | 001987 | 002020 |
| Einwohner | 165    | 212    | 229    | 216    | 218    | 218    | 266    | 240    | 237    | 249    | 218    |
| Häuser    | 21     |        |        | 23     | 25     | 31     | 36     | 43     |        | 73     |        |
| Quelle    | [ 8 ]  | [ 15 ] | [ 17 ] | [ 20 ] | [ 22 ] | [ 24 ] | [ 25 ] | [ 9 ]  | [ 26 ] | [ 27 ] | [ 2 ]  |

## Religion
Sophienthal ist evangelisch-lutherisch geprägt und nach St. Michael (Weidenberg) gepfarrt.